# Préférence (film)
Pour plus de détails, voir Fiche technique et Distribution.
Préférence (La Préférence) est un film français réalisé par Grégoire Delacourt et sorti en 1998.

## Synopsis
Après dix années passées à la prison, Max retourne dans sa maison où il fait la connaissance de  Mila l'épouse de son frère, dont il tombe amoureux.

## Fiche technique
- Titre espagnol : Caín, el preferido
- Réalisation : Grégoire Delacourt
- Scénario : Carole Delacourt, Grégoire Delacourt, Domenico Rafele
- Production :  Avalon Productions,Wanda Visión S.A.
- Photographie : Marc Koninckx
- Musique : Bruno Coulais
- Montage : Lise Beaulieu
- Durée : 90 minutes
- Dates de sortie: 
  - 17 juin 1998 ( France)
  - 9 juillet 1999 ( Espagne)

## Distribution
- Georges Corraface : Max
- Jean-Marc Barr : Simon
- Anna Galiena : Mila
- Annie Girardot : Blanche
- Marisa Paredes : la mère
- Jacky Nercessian : le curé